# Deutschland Cup 2008
19. ročník hokejového turnaje Deutschland Cup se konal od 7. do 9. listopadu 2008 v německých městech Mannheim, Frankfurt. Vyhrála jej hokejová reprezentace Kanady. Pro tento ročník se změnil název na BAUHAUS Deutschland Cup.

## Výsledky
| 7. listopadu 2008 16:00 | Švýcarsko | 2:5 (1:2, 1:2, 0:1) | Kanada | SAP Arena, Mannheim Návštěvnost: 4 165 |  |

| Zpráva (francouzsky)                  |                                       |  | |
| 8:11 Ivan Koložváry 36:33 Juraj Mikúš | 8:11 Ivan Koložváry 36:33 Juraj Mikúš |  | 5:06 Richie Regehr 12:55 Justin Papineau 23:10 Pascal Trépanier 25:50 Justin Papineau 47:05 Chris Herperger |

| 7. listopadu 2008 19:30 | Německo | 0:1 (0:0, 0:0, 0:1) | Švýcarsko | SAP Arena, Mannheim Návštěvnost: 6 953 |  |

| Zpráva (francouzsky) |  |  |                    |
|                      |  |  | 42:16 Ryan Gardner |

| 8. listopadu 2008 15:00 | Kanada | 3:0 (0:0, 2:0, 1:0) | Švýcarsko | Eissporthalle, Frankfurt Návštěvnost: 4 100 |  |

| Zpráva (francouzsky)                                       |
| 28:30 Mathieu Biron 31:58 Justin Papineau 59:58 Derek Hahn |

| 8. listopadu 2008 18:30 | Německo | 5:2 (3:0, 1:1, 1:1) | Slovensko | Eissporthalle, Frankfurt Návštěvnost: 6 200 |  |

| Zpráva (francouzsky)                                                                                   | |  |                                              |
| 3:43 Michael Wolf 9:56 Philip Gogula 19:49 Richard Mueller 23:12 Michael Hackert 45:27 Richard Mueller | 3:43 Michael Wolf 9:56 Philip Gogula 19:49 Richard Mueller 23:12 Michael Hackert 45:27 Richard Mueller |  | 37:59 Ivan Koložváry 40:0 František Skladaný |

| 9. listopadu 2008 16:30 | Německo | 0:3 (0:1, 0:1, 0:1) | Kanada | SAP Arena, Mannheim Návštěvnost: 8 525 |  |

| Zpráva (francouzsky) |  |  |                                                          |
|                      |  |  | 9:31 Norm Milley 36:33 Scott King 53:12 Pascal Trépanier |

| 9. listopadu 2008 19:30 | Slovensko | 1:2 SN (0:0, 0:0, 1:1, 0:0) | Švýcarsko | SAP Arena, Mannheim Návštěvnost: 425 |  |

| Zpráva (francouzsky) |                   |  |                                                   |
| 47:57 Juraj Mikúš    | 47:57 Juraj Mikúš |  | 57:12 Roman Wick rozhodující nájezd Ivo Rüthemann |

## Konečná tabulka
| Poř. | Tým       | Z | V | VP | PP | P | Skóre | B |
| ---- | --------- | - | - | -- | -- | - | ----- | - |
| 1.   | Kanada    | 3 | 3 | 0  | 0  | 0 | 11:2  | 9 |
| 2.   | Švýcarsko | 3 | 1 | 0  | 1  | 1 | 3:4   | 5 |
| 3.   | Německo   | 3 | 1 | 0  | 0  | 2 | 5:6   | 3 |
| 4.   | Slovensko | 3 | 0 | 0  | 1  | 2 | 5:12  | 1 |

## Soupisky týmů
1.  Kanada 

Brankáři: Jamie Storr, Fred Brathwaite.

Obránci: Chris Armstrong, Mathieu Biron, Mario Scalzo, Stéphane Julien, Paul Traynor, Pascal Trépanier, Dan McGillis, Richi Regehr.

Útočníci: Bryan Adams, Yves Sarault, Duncan Milroy, Adam Courchaine, Chris Herperger, Scott King, Jamie Wright, Justin Papineau, Norm Milley, René Corbet, Derek Hahn, Nathan Robinson.
2.  Švýcarsko 

Brankáři: Ronnie Rüeger, Leonardo Genoni.

Obránci: Timo Helbling, René Back, Rafael Diaz, Beat Forster, Michaël Ngoy, Félicien Du Bois, Florian Blatter, Patick Fischer, Paolo Duca.

Útočníci: Peter Guggisberg, Sandy Jeannin, Thomas Déruns, Ryan Gardner, Roman Wick, Andres Ambühl, Kevin Romy, Dario Bürgler, Valentin Wirz, Matthias Bieber, Thomas Ziegler, Ivo Rüthemann, Martin Höhener, Thierry Peterlini.
3.  Německo 

Brankáři: Dimitri Pätzold, Youri Ziffzer, Dennis Endras.

Obránci: Jens Baxmann, Michael Bakos, Robin Breitbach, Sven Butenschön, Chris Schmidt, Sebastian Osterloh, Petr Macholda, Frank Hördler, Nikolai Goc, Sebastian Reiss, Moritz Müller.

Útočníci: John Tripp, Michael Hackert, Christoph Ullmann, Alexander Polaczek, Petr Fical, Sven Felski, Philip Gogulla, André Rankel, Michael Wolf, Michael Waginger, Alexander Weiss, Patrick Hager, Daniel Kreutzer, Richard Müller, William Trew, Constantin Braun, Kai Hospelt.
4.  Slovensko 

Brankáři: Ján Laco, Imrich Petrík.

Obránci: Tomáš Malec, Ivan Švarný, Tomáš Slovák, Stanislav Hudec, Richard Stehlík, Kristián Kudroč, Ivan Ďatelinka, Michal Juraško, Tibor Radulay.

Útočníci: František Skladaný, Juraj Mikúš, Michel Miklík, Martin Šagát, Ivan Koložváry, Rastislav Spirko, Lukáš Hvila, Tomáš Bulík, Dušan Pašek, Richard Huna, Róbert Huna, Martin Kriška, Ivan Dornič, Erik Čaládi.